# Leslie van Rompaey
Leslie van Rompaey (Montevideo, 21 de desembre de 1946) és un magistrat uruguaià, membre del Tribunal Suprem de Justícia del seu país des de l'any 2002.
Graduat en Dret el 1975, aquest mateix any va ingressar al Poder Judicial com a jutge de Pau al departament de Colonia. L'any següent va passar a ser jutge de Pau a Cerro Largo. El 1977 va ascendir a jutge lletrat, càrrec que va exercir a Rivera (1977-1978), Florida (1978-1979), i Maldonado (1979-1980). El 1980 va passar a complir funcions a Montevideo, primer breument com a jutge d'instrucció (en matèria penal) i després com a jutge lletrat al Civil de 14è Torn.
Durant l'any 2004 va exercir el càrrec de President del Tribunal Suprem, en el qual va ser succeït l'1 de febrer de 2005 per Daniel Gutiérrez. Novament el 2011 assumeix la Presidència del màxim òrgan judicial uruguaià.